# Chandon Sullivan
Chandon Lamar Sullivan (geboren am 7. August 1996 in Winder, Georgia) ist ein US-amerikanischer American-Football-Spieler auf der Position des Cornerbacks. Er spielte College Football für die Georgia State University und stand zuletzt 2023 bei den Pittsburgh Steelers in der National Football League (NFL) unter Vertrag. Zuvor spielte Sullivan für die Philadelphia Eagles, Green Bay Packers und Minnesota Vikings.

## College
Sullivan besuchte die Winder-Barrow High School in seiner Heimatstadt Winder, Georgia, und spielte dort Basketball sowie Football als Cornerback und als Runningback. Ab 2014 ging er auf die Georgia State University, um College Football für die Georgia State Panthers zu spielen. Sullivan wurde bereits als Freshman zum Stammspieler, insgesamt bestritt er in vier Jahren 49 Spiele für Georgia State, davon 44 als Starter. In der Saison 2015 gelang ihm der erste Interception-Return-Touchdown in der Geschichte von Georgia State, die seit 2010 eine Footballmannschaft stellen. Zudem war Sullivan der erste Spieler der Panthers, der eine Einladung zum Senior Bowl erhielt. Im Jahr 2017 war Sullivan einer von 13 Finalisten für die William V. Campbell Trophy.

## NFL
Sullivan wurde im NFL Draft 2018 nicht ausgewählt und daraufhin als Undrafted Free Agent von den Philadelphia Eagles unter Vertrag genommen. Er schaffte es zunächst nicht in den 53-Mann-Kader für die Regular Season, wurde aber in den Practice Squad aufgenommen und am 25. Oktober in den aktiven Kader aufgenommen. Sein NFL-Debüt gab er beim Spiel der NFL International Series in London gegen die Jacksonville Jaguars. Sullivan wurde in fünf Spielen in der Defense und in den Special Teams eingesetzt, in der Partie gegen die New York Giants in Woche 12 war er Starter auf der Position des Cornerbacks. Am 24. Dezember wurde er aus dem aktiven Kader entlassen, anschließend erneut für den Practice Squad und auch für die Saison 2019 unter Vertrag genommen. Am 1. Mai 2019 entließen die Eagles Sullivan.
Am 6. Mai 2019 verpflichteten die Green Bay Packers Sullivan. In Green Bay schaffte er es in den Kader für die Regular Season und wurde vor allem als Ersatzspieler hinter Tramon Williams als Slot-Cornerback eingesetzt. In Woche 5 gelang Sullivan beim Sieg gegen die Dallas Cowboys seine erste Interception in der NFL. Er verzeichnete 2019 insgesamt 30 Tackles, eine Interception und sechs verhinderte Pässe. In den folgenden beiden Jahren war er Stammspieler auf der Position des Slot-Cornerbacks bei den Packers. Am zweiten Spieltag der Saison 2020 gelang Sullivan mit einem Pick Six gegen die Detroit Lions sein erster Touchdown in der NFL. Zudem konnte er 2020 sechs Pässe verhindern und 41 Tackles setzen.
Vor der Saison 2021 hielten die Packers Sullivan mit einem Right-of-first-Refusal-Tender, den er im April 2021 unterschrieb. Damit erhielt er rund 2,1 Millionen US-Dollar für die Saison 2021. In 17 Spielen der Regular Season stand Sullivan zehnmal von Beginn an auf dem Feld, spielte 77 % aller defensiven Snaps, fing drei Interceptions und wehrte vier Pässe ab.
Im März 2022 nahmen die Minnesota Vikings Sullivan für ein Jahr unter Vertrag. Als Stammspieler auf der Position des Nickelbacks kam er in allen 17 Partien der Regular Season zum Einsatz und wehrte sieben Pässe ab. Nach Vertragsende entließen die Vikings ihn in die Free Agency.
Im Mai 2023 unterschrieb er einen Einjahresvertrag bei den Pittsburgh Steelers.

### NFL-Statistiken
| Saison                             | Saison | Spiele | Spiele      | Tackles | Tackles | Tackles | Tackles | Interceptions | Interceptions | Interceptions | Interceptions | Interceptions | Fumbles | Fumbles | Fumbles |
| Jahr                               | Team   | Spiele | als Starter | Gesamt  | Solo    | Ast     | Sacks   | PD            | INT           | Yds           | Lng           | TD            | FF      | FR      | TD      |
| ---------------------------------- | ------ | ------ | ----------- | ------- | ------- | ------- | ------- | ------------- | ------------- | ------------- | ------------- | ------------- | ------- | ------- | ------- |
| 2018                               | PHI    | 5      | 1           | 7       | 7       | 0       | 0,0     | 0             | 0             | 0             | 0             | 0             | 0       | 0       | 0       |
| 2019                               | GB     | 16     | 0           | 30      | 27      | 3       | 0,0     | 6             | 1             | 7             | 7             | 0             | 1       | 0       | 0       |
| 2020                               | GB     | 16     | 10          | 41      | 32      | 9       | 0,0     | 6             | 1             | 7             | 7             | 1             | 0       | 0       | 0       |
| 2021                               | GB     | 17     | 10          | 31      | 25      | 6       | 0,0     | 4             | 3             | 14            | 13            | 0             | 0       | 0       | 0       |
| 2022                               | MIN    | 17     | 10          | 60      | 45      | 15      | 0,0     | 7             | 0             | 0             | 0             | 0             | 0       | 0       | 0       |
| 2023                               | PIT    | 17     | 2           | 22      | 14      | 8       | 0,0     | 6             | 1             | 0             | 0             | 0             | 1       | 0       | 0       |
| Gesamt                             | Gesamt | 88     | 33          | 191     | 150     | 41      | 0,0     | 29            | 6             | 28            | 13            | 1             | 2       | 1       | 0       |
| Quelle: pro-football-reference.com |        |        |             |         |         |         |         |               |               |               |               |               |         |         |         |